# Eurovision Song Contest 2019
Eurovision Song Contest 2019 var den 64. udgave af konkurrencen. Showet blev afholdt i Israel, efter at Netta med nummeret “Toy” vandt konkurrencen i 2018.
Konkurrencen blev afholdt på Expo Tel Aviv, byens kongrescenter; showet bestod af to semifinaler den 14. og 16. maj og finalen den 18. maj 2019.
Holland vandt konkurrencen med sangeren Duncan Laurence og sangen "Arcade".

## Format

### Logo og slogan
Sloganet for konkurrencen blev offentliggjort den 28. oktober 2018. Dare to Dream («vov at drømme») handler om inkludering, mangfoldighed og enhed, sagde konkurrencechef Jon Ola Sand. Logoet og og konkurrencens grafiske udtryk blev præsenteret den 8. januar 2019. Logoet består af tre trekanter, som danner en guldstjerne, når de lægges ovenpå hinanden. Værts tv-stationen IPBC udtalte, at trekanten er en af de ældste figurer i verden og findes i kunst, musik og natur, og at den repræsenterer sammenhæng og kreativitet. Stjernen henviser til stjernehimmelen, og at «fremtidens stjerner skal finde sammen i Tel Aviv». Sloganet er udarbejdet af det israelske selskab Awesome Tel Aviv, mens Studio Adam Feinberg lavede logoet.

### Værter
Den 25. januar 2019 annonceredes det, at der ville være fire værter ved de tre shows: Tv-værterne Erez Tal og Assi Azar, som arbejder for den israelske Channel 12, supermodel Bar Refaeli, og KAN-vært Lucy Ayoub, som var den israelske talsperson ved Eurovision Song Contest 2018.

### Semifinalelodtrækning
Fordelingen af semifinalisterne blev afgjort under en officiel lodtrækning i museet Beit Ha’Ir i Tel Aviv 28. januar 2019. Under lodtrækningen overrakte Lissabons viceordfører også den officielle Eurovision-nøgle til Tel Avivs ordfører.
Semifinalisterne var på forhånd delt ind i grupper ud fra stemmemønsteret de sidste år. Blandt andet var de nordiske lande samlet i samme gruppe, og de eks-jugoslaviske lande var samlet i en anden gruppe. Landene i hver stemmegruppe blev derefter fordelt på de to semifinaler. Dette for at reducere effekten af nabostemmeafgivning og for at forhindre, at et land kvalificerer sig til finalen primært takket være stemmer fra nabolandene. Systemet blev indført i 2008.
| Gruppe 1                                                                  | Gruppe 2                                                 | Gruppe 3                                                                | Gruppe 4                                                     | Gruppe 5                                                   | Gruppe 6                                                        |
| ------------------------------------------------------------------------- | -------------------------------------------------------- | ----------------------------------------------------------------------- | ------------------------------------------------------------ | ---------------------------------------------------------- | --------------------------------------------------------------- |
| - Albanien - Kroatien - Nordmakedonien - Montenegro - Serbien - Slovenien | - Danmark - Estland - Finland - Island - Norge - Sverige | - Armenien - Aserbajdsjan - Georgien - Hviderusland - Rusland - Ukraine | - Australien - Irland - Letland - Litauen - Polen - Portugal | - Belgien - Holland - Schweiz - Tjekkiet - Ungarn - Østrig | - Grækenland - Cypern - Malta - Moldova - Rumænien - San Marino |

Først blev der trukket lod om hvilken af semifinalerne, de seks finalister skulle stemme i. Derefter blev de 36 semifinalister fordelt på de to semifinaler - Schweiz havde på forhånd fået lov til at deltage i semifinale 2. Hver semifinalist blev ved lodtrækningen placeret i første eller anden halvdel af sin semifinale. Den endelige startrækkefølge afgøres senere af konkurrencens producenter og godkendes til sidst af EBU.

## Deltagende lande

### Semifinale 1
Af de direkte finaledeltagende lande stemte  Frankrig,  Spanien og værtslandet  Israel i denne semifinale. Lande, der gik videre til finalen, er markeret med orange.
| Nr. | Land         | Sprog       | Kunstner                      | Sang                      | Oversættelse      | Udvælgelse                     | Point | Plads |
| --- | ------------ | ----------- | ----------------------------- | ------------------------- | ----------------- | ------------------------------ | ----- | ----- |
| 1   | Cypern       | Engelsk     | Tamta                         | "Replay"                  | Genafspil         | Internt udvalg                 | 149   | 9     |
| 2   | Montenegro   | Engelsk     | D-Moll                        | "Heaven"                  | Himmel            | Montevizija 2019               | 46    | 16    |
| 3   | Finland      | Engelsk     | Darude feat. Sebastian Rejman | "Look Away"               | Kig væk           | Uuden Musiikin Kilpailu Darude | 23    | 17    |
| 4   | Polen        | Polsk       | Tulia                         | "Fire of Love (Pali się)" | Kærlighedens ild  | Internt udvalg                 | 120   | 11    |
| 5   | Slovenien    | Slovensk    | Zala Kralj & Gašper Šantl     | "Sebi"                    | Dig selv          | EMA 2019                       | 167   | 6     |
| 6   | Tjekkiet     | Engelsk     | Lake Malawi                   | "Friend of a Friend"      | Ven af en ven     | Eurovision Song CZ             | 242   | 2     |
| 7   | Ungarn       | Ungarsk     | Joci Pápai                    | "Az én apám"              | Min far           | A Dal 2019                     | 97    | 12    |
| 8   | Hviderusland | Engelsk     | ZENA                          | "Like It"                 | Du kan lide det   | Nationalny Otbor               | 122   | 10    |
| 9   | Serbien      | Serbisk     | Nevena Božović                | "Kruna"                   | Krone             | Beovizija 2019                 | 156   | 7     |
| 10  | Belgien      | Engelsk     | Eliot                         | ”Wake Up”                 | Vågner op         | Internt udvalg                 | 70    | 13    |
| 11  | Georgien     | Georgisk    | Oto Nemsadze                  | "Keep On Going"           | Fortsæt           | Georgian Idol                  | 62    | 14    |
| 12  | Australien   | Engelsk     | Kate Miller-Heidke            | "Zero Gravity"            | Ingen tyngdekraft | Australia Decides 2019         | 261   | 1     |
| 13  | Island       | Islandsk    | Hatari                        | "Hatrið mun sigra"        | Hadet vil sejre   | Söngvakeppnin 2019             | 221   | 3     |
| 14  | Estland      | Engelsk     | Victor Crone                  | "Storm"                   | “Storm”           | Eesti Laul 2019                | 198   | 4     |
| 15  | Portugal     | Portugisisk | Conan Osíris                  | "Telemóveis"              | Mobiltelefoner    | Festival da Canção 2019        | 51    | 15    |
| 16  | Grækenland   | Engelsk     | Katerine Duska                | "Better Love"             | Bedre kærlighed   | Internt udvalg                 | 185   | 5     |
| 17  | San Marino   | Engelsk     | Serhat                        | "Say Na Na Na"            | Sig Na Na Na      | Internt udvalg                 | 150   | 8     |

De ti lande, som kvalificerede sig til finalen, blev annonceret i vilkårlig rækkefølge:
- Grækenland
- Hviderusland
- Serbien
- Cypern
- Estland
- Tjekkiet
- Australien
- Island
- San Marino
- Slovenien

#### Tele- og jurystemmer i Semifinale 1
| Plads | Telestemmer  | Point | Jury         | Point |
| ----- | ------------ | ----- | ------------ | ----- |
| 1     | Island       | 151   | Tjekkiet     | 157   |
| 2     | Australien   | 140   | Grækenland   | 131   |
| 3     | Estland      | 133   | Australien   | 121   |
| 4     | San Marino   | 124   | Cypern       | 95    |
| 5     | Slovenien    | 93    | Serbien      | 91    |
| 6     | Tjekkiet     | 86    | Hviderusland | 78    |
| 7     | Serbien      | 65    | Slovenien    | 74    |
| 8     | Polen        | 60    | Island       | 70    |
| 9     | Grækenland   | 54    | Estland      | 65    |
| 10    | Cypern       | 54    | Ungarn       | 65    |
| 11    | Hviderusland | 44    | Polen        | 60    |
| 12    | Portugal     | 43    | Belgien      | 50    |
| 13    | Georgien     | 33    | Montenegro   | 31    |
| 14    | Ungarn       | 32    | Georgien     | 29    |
| 15    | Belgien      | 20    | San Marino   | 26    |
| 16    | Montenegro   | 15    | Finland      | 9     |
| 17    | Finland      | 14    | Portugal     | 8     |

### Semifinale 2
Af de direkte finaledeltagende lande stemmer  Italien,  Storbritannien og  Tyskland i denne semifinale. Lande, der gik videre til finalen, er markeret med orange.
| Nr. | Land           | Sprog                          | Kunstner        | Sang                 | Oversættelse              | Udvælgelse                                       | Point | Plads |
| --- | -------------- | ------------------------------ | --------------- | -------------------- | ------------------------- | ------------------------------------------------ | ----- | ----- |
| 1   | Armenien       | Engelsk                        | Srbuk           | "Walking Out"        | Går ud                    | Internt udvalg                                   | 49    | 16    |
| 2   | Irland         | Engelsk                        | Sarah McTernan  | "22"                 | 22                        | Internt udvalg                                   | 16    | 18    |
| 3   | Moldova        | Engelsk                        | Anna Odobescu   | "Stay"               | Bliv                      | O melodie pentru Europa 2019                     | 85    | 12    |
| 4   | Schweiz        | Engelsk                        | Luca Hänni      | "She Got Me"         | Hun fik mig               | Internt udvalg                                   | 232   | 4     |
| 5   | Letland        | Engelsk                        | Carousel        | "That Night”         | Den nat                   | Supernova 2019                                   | 50    | 15    |
| 6   | Rumænien       | Engelsk                        | Ester Peony     | "On a Sunday"        | På en søndag              | Selecția Națională 2019                          | 71    | 13    |
| 7   | Danmark        | Engelsk, fransk, dansk og tysk | Leonora         | "Love Is Forever"    | Kærlighed er for altid    | Dansk Melodi Grand Prix 2019                     | 94    | 10    |
| 8   | Sverige        | Engelsk                        | John Lundvik    | "Too Late for Love"  | For sent til kærlighed    | Melodifestivalen 2019                            | 238   | 3     |
| 9   | Østrig         | Engelsk                        | Pænda           | "Limits"             | Grænser                   | Internt udvalg                                   | 21    | 17    |
| 10  | Kroatien       | Engelsk og kroatisk            | Roko            | "The Dream"          | Drømmen                   | Dora 2019                                        | 64    | 14    |
| 11  | Malta          | Engelsk                        | Michela         | "Chameleon"          | Kamæleon                  | X Factor Malta                                   | 157   | 8     |
| 12  | Litauen        | Engelsk                        | Jurij Veklenko  | "Run with the Lions" | Løb med løverne           | „Eurovizijos“ dainų konkurso nacionalinė atranka | 93    | 11    |
| 13  | Rusland        | Engelsk                        | Sergey Lazarev  | "Scream"             | Skrig                     | Internt udvalg                                   | 217   | 6     |
| 14  | Albanien       | Albansk                        | Jonida Maliqi   | "Ktheju tokës"       | Vend tilbage til dit land | Festivali i Këngës 57                            | 96    | 9     |
| 15  | Norge          | Engelsk                        | KEiiNO          | "Spirit in The Sky"  | Ånd i himlen              | Norsk Melodi Grand Prix 2019                     | 210   | 7     |
| 16  | Holland        | Engelsk                        | Duncan Laurence | "Arcade"             | Arkade                    | Internt udvalg                                   | 280   | 1     |
| 17  | Nordmakedonien | Engelsk                        | Tamara Todevska | "Proud"              | Stolt                     | Internt udvalg                                   | 239   | 2     |
| 18  | Aserbajdsjan   | Engelsk                        | Chingiz         | "Truth"              | Sandhed                   | Internt udvalg                                   | 224   | 5     |

De ti lande, som kvalificerede sig til finalen, blev annonceret i vilkårlig rækkefølge.
- Nordmakedonien
- Holland
- Albanien
- Sverige
- Rusland
- Aserbajdsjan
- Danmark
- Norge
- Schweiz
- Malta

#### Tele- og jurystemmer i semifinale 2
| Plads | Telestemmer    | Point | Jury           | Point |
| ----- | -------------- | ----- | -------------- | ----- |
| 1     | Norge          | 170   | Nordmakedonien | 155   |
| 2     | Holland        | 140   | Sverige        | 150   |
| 3     | Schweiz        | 137   | Holland        | 140   |
| 4     | Rusland        | 125   | Malta          | 107   |
| 5     | Aserbajdsjan   | 121   | Aserbajdsjan   | 105   |
| 6     | Sverige        | 88    | Schweiz        | 95    |
| 7     | Nordmakedonien | 84    | Rusland        | 93    |
| 8     | Litauen        | 77    | Moldova        | 58    |
| 9     | Albanien       | 58    | Danmark        | 53    |
| 10    | Malta          | 50    | Rumænien       | 47    |
| 11    | Danmark        | 41    | Norge          | 40    |
| 12    | Kroatien       | 38    | Albanien       | 38    |
| 13    | Moldova        | 27    | Letland        | 37    |
| 14    | Rumænien       | 24    | Kroatien       | 26    |
| 15    | Armenien       | 23    | Armenien       | 26    |
| 16    | Letland        | 13    | Østrig         | 21    |
| 17    | Irland         | 3     | Litauen        | 16    |
| 18    | Østrig         | 0     | Irland         | 13    |

### Finale
The Big 5 og værtslandet er på forhånd kvalificeret til finalen.
| Nr. | Land           | Sprog                          | Kunstner                  | Sang                 | Oversættelse              | Udvælgelse                              | Point | Plads |
| --- | -------------- | ------------------------------ | ------------------------- | -------------------- | ------------------------- | --------------------------------------- | ----- | ----- |
| 1   | Malta          | Engelsk                        | Michela                   | "Chameleon"          | Kamæleon                  | X Factor Malta                          | 107   | 14    |
| 2   | Albanien       | Albansk                        | Jonida Maliqi             | "Ktheju tokës"       | Vend tilbage til dit land | Festivali i Këngës 57                   | 90    | 17    |
| 3   | Tjekkiet       | Engelsk                        | Lake Malawi               | "Friend of a Friend" | Ven af en ven             | Eurovision Song CZ                      | 157   | 11    |
| 4   | Tyskland       | Engelsk                        | S!sters                   | "Sister"             | Søster                    | Unser Lied für Israel                   | 24    | 25    |
| 5   | Rusland        | Engelsk                        | Sergey Lazarev            | "Scream"             | Skrig                     | Internt udvalg                          | 370   | 3     |
| 6   | Danmark        | Engelsk, fransk, dansk og tysk | Leonora                   | "Love Is Forever"    | Kærlighed er for altid    | Dansk Melodi Grand Prix 2019            | 120   | 12    |
| 7   | San Marino     | Engelsk                        | Serhat                    | "Say Na Na Na"       | Sig Na Na Na              | Internt udvalg                          | 77    | 19    |
| 8   | Nordmakedonien | Engelsk                        | Tamara Todevska           | "Proud"              | Stolt                     | Internt udvalg                          | 305   | 7     |
| 9   | Sverige        | Engelsk                        | John Lundvik              | "Too Late for Love"  | For sent til kærlighed    | Melodifestivalen 2019                   | 334   | 5     |
| 10  | Slovenien      | Slovensk                       | Zala Kralj & Gašper Šantl | "Sebi"               | Dig selv                  | EMA 2019                                | 105   | 15    |
| 11  | Cypern         | Engelsk                        | Tamta                     | "Replay"             | Genafspil                 | Internt udvalg                          | 109   | 13    |
| 12  | Holland        | Engelsk                        | Duncan Laurence           | "Arcade"             | Arkade                    | Internt udvalg                          | 498   | 1     |
| 13  | Grækenland     | Engelsk                        | Katerine Duska            | "Better Love"        | Bedre kærlighed           | Internt udvalg                          | 71    | 21    |
| 14  | Israel         | Engelsk                        | Kobi Marimi               | "Home"               | Hjem                      | HaKokhav HaBa L'Eurovizion              | 35    | 23    |
| 15  | Norge          | Engelsk                        | KEiiNO                    | "Spirit in The Sky"  | Ånd i himlen              | Norsk Melodi Grand Prix 2019            | 331   | 6     |
| 16  | Storbritannien | Engelsk                        | Michael Rice              | "Bigger Than Us"     | Større end os             | Eurovision You Decide 2019              | 11    | 26    |
| 17  | Island         | Islandsk                       | Hatari                    | "Hatrið mun sigra"   | Hadet vil sejre           | Söngvakeppnin 2019                      | 232   | 10    |
| 18  | Estland        | Engelsk                        | Victor Crone              | "Storm"              | Storm                     | Eesti Laul 2019                         | 76    | 20    |
| 19  | Hviderusland   | Engelsk                        | ZENA                      | "Like It"            | Du kan lide det           | Nationalny Otbor                        | 31    | 24    |
| 20  | Aserbajdsjan   | Engelsk                        | Chingiz                   | "Truth"              | Sandhed                   | Internt udvalg                          | 302   | 8     |
| 21  | Frankrig       | Engelsk og fransk              | Bilal Hassani             | "Roi"                | Konge                     | Destination Eurovision 2019             | 105   | 16    |
| 22  | Italien        | Italiensk og arabisk           | Mahmood                   | "Soldi"              | Penge                     | Sanremo 2019                            | 472   | 2     |
| 23  | Serbien        | Serbisk                        | Nevena Božović            | "Kruna"              | Krone                     | Beovizija 2019                          | 89    | 18    |
| 24  | Schweiz        | Engelsk                        | Luca Hänni                | "She Got Me"         | Hun fik mig               | Internt udvalg                          | 364   | 4     |
| 25  | Australien     | Engelsk                        | Kate Miller-Heidke        | "Zero Gravity"       | Ingen tyngdekraft         | Australia Decides 2019                  | 284   | 9     |
| 26  | Spanien        | Spansk                         | Miki                      | "La venda"           | Bind for øjnene           | Operación Triunfo Eurovision Galla 2019 | 54    | 22    |

#### Tele- og jurystemmer i finalen
| Finale | Finale         | Finale | Finale         | Finale |
| Plads  | Telestemmer    | Points | Jury           | Points |
| ------ | -------------- | ------ | -------------- | ------ |
| 1      | Norge          | 291    | Nordmakedonien | 247    |
| 2      | Holland        | 261    | Sverige        | 241    |
| 3      | Italien        | 253    | Holland        | 237    |
| 4      | Rusland        | 244    | Italien        | 219    |
| 5      | Schweiz        | 212    | Aserbajdsjan   | 202    |
| 6      | Island         | 186    | Australien     | 153    |
| 7      | Australien     | 131    | Schweiz        | 152    |
| 8      | Aserbajdsjan   | 100    | Tjekkiet       | 150    |
| 9      | Sverige        | 93     | Rusland        | 126    |
| 10     | San Marino     | 65     | Malta          | 87     |
| 11     | Slovenien      | 59     | Cypern         | 77     |
| 12     | Nordmakedonien | 58     | Danmark        | 69     |
| 13     | Serbien        | 54     | Frankrig       | 67     |
| 14     | Spanien        | 53     | Grækenland     | 50     |
| 15     | Danmark        | 51     | Slovenien      | 46     |
| 16     | Estland        | 48     | Island         | 46     |
| 17     | Albanien       | 47     | Albanien       | 43     |
| 18     | Frankrig       | 38     | Norge          | 40     |
| 19     | Israel         | 35     | Serbien        | 35     |
| 20     | Cypern         | 32     | Estland        | 28     |
| 21     | Grækenland     | 24     | Tyskland       | 24     |
| 22     | Malta          | 20     | Hviderusland   | 18     |
| 23     | Hviderusland   | 13     | San Marino     | 12     |
| 24     | Tjekkiet       | 7      | Storbritannien | 8      |
| 25     | Storbritannien | 3      | Spanien        | 1      |
| 26     | Tyskland       | 0      | Israel         | 0      |

## Andre udmærkelser

### Marcel Bezençon Awards
| Kategori       | Land       | Sang           | Performer(s)       | Komponist(er)                                     |
| -------------- | ---------- | -------------- | ------------------ | ------------------------------------------------- |
| Artistic Award | Australien | "Zero Gravity" | Kate Miller-Heidke | Kate Miller-Heidke, Keir Nuttall, Julian Hamilton |
| Composer Award | Italien    | "Soldi"        | Mahmood            | Mahmood, Dardust, Charlie Charles                 |
| Press Award    | Holland    | "Arcade"       | Duncan Laurence    | Duncan Laurence, Joel Sjoo, Wouter Hardy          |

### OGAE
Organisation Générale des Amateurs de l'Eurovision (forkortet OGAE), stiftet i 1984, er et internationalt netværk af over 40 Grand Prix-klubber. Hvert år i forkant af konkurrencen holder klubbene afstemning over det aktuelle års bidrag. Hver klub sender derefter sin top ti-liste med pointene 1–8, 10 og 12 ind til OGAE. Herunder er den endelige top fem-liste baseret på stemmene fra 3500 medlemmer i 45 OGAE-klubber:
| Land    | Artist          | Sang                | Point |
| ------- | --------------- | ------------------- | ----- |
| Italien | Mahmood         | «Soldi»             | 411   |
| Schweiz | Luca Hänni      | «She Got Me»        | 406   |
| Holland | Duncan Laurence | «Arcade»            | 401   |
| Norge   | KEiiNO          | «Spirit in the Sky» | 224   |
| Cypern  | Tamta           | «Replay»            | 218   |